# Megachile imperialis
Megachile imperialis är en biart som beskrevs av Heinrich Friese 1903. Megachile imperialis ingår i släktet tapetserarbin, och familjen buksamlarbin. Inga underarter finns listade i Catalogue of Life.